# 温谢林根
温谢林根是德国莱茵兰-普法尔茨州的一个市镇。总面积18.73平方公里，总人口1772人，其中男性864人，女性908人（2011年12月31日），人口密度95人/平方公里。